# Sidi Ali
Sidi Ali là một đô thị thuộc tỉnh Mostaganem, Algérie. Dân số thời điểm năm 2002 là 31.84 người.